# ستيفان فرانسوا
ستيفان فرانسوا (بالفرنسية: Stéphane François)‏ (11 أبريل 1976 مارسيليا فرنسا - ) هو لاعب كرة قدم فرنسي، يلعب كمدافع.

## وصلات خارجية
- ستيفان فرانسوا على موقع قاعدة بيانات كرة القدم.إي يو (الإنجليزية)